# Cornelis Galle (rézmetsző, 1615–1678)
Cornelis Galle (keresztelő: Antwerpen, 1615. február 23. – Antwerpen, 1678. október 18.) rézmetsző, kiadó.
Apja, idősebb Cornelis Galle tanítványa volt. 1638-39-ben vették fel az antwerpeni Szt. Lukács céhbe mint mestert. Metszetei nagy részét olyan művészek nyomán készítette, mint Rubens és Anthony Van Dyck. Műveit gyakran nehéz elkülöníteni az apja műveitől. Aláírásában ritkán használta az ifjabb kifejezést. Metszeteire jellemző a szabadabb technika és stílus használata.